# Насликани пољубац
Насликани пољубац (енгл. The Painted Kiss) је роман америчке књижевнице Елизабет Хики (енгл. Elizabeth Hickey) објављен 2005. године.Српско издање објавила је издавачка кућа "Океан" из Београда 2005. године у преводу Александре Триван.

## О аутору
Елизабет Хики је рођена у Луисвилу, Кентаки. На Вилијамс колеџу је дипломирала Историју уметности. 1999. године је магистрирала на Колумбији. Књига "Насликани пољубац" је њен први роман.

## О књизи
Емили Флог, ћерка богатог бечког индустријалца и Густав Климт имали су посебан однос током читавог живота. Емили је прво била сликарева ученица а касније и модел. Постала је власница модне куће а Климт је њене креације овековечио на провокативним сликама.
Књига Насликани пољубац је прича о романтичном односу Емили и Климта. О човеку који је прво био несхваћен и о човеку који ће на самрти изговорити њено име. Прича о жени чијом заслугом ће бити сачуван и спашен велики број Климтових дела. Прича о слици Пољубац која је настала као круна њихове необичне везе.
Ауторка је причу сместила у Беч с почетка двадесетог века и који је описала као изузетно богат уметничким и модним животом. 
Током писања књиге ауторка је понекад оступала од чињеница, изостављани су људи и догађаји у циљу појадностовљења. У роману се помињу и многе историјске личности: Карл Мол, Адела Блох-Бауер, Алма Шиндлер.